# Pinguicula casabitoana
Pinguicula casabitoana este o specie de plante carnivore din genul Pinguicula, familia Lentibulariaceae, ordinul Lamiales, descrisă de Jimenez. Conform Catalogue of Life specia Pinguicula casabitoana nu are subspecii cunoscute.